# 프랭크 더블데이
프랭크 더블데이(Frank Doubleday, 1945년 1월 28일 ~ 2018년 3월 3일)는 미국의 배우, 연극 배우, 텔레비전 배우이다.
미국에서 태어났으며 로스앤젤레스에서 사망하였다. 사인은 식도암이다.

## 영화
- 돌맨 (1991년)
- 엔젤 2 (1985년)
- 후커와 로마노 (1982년)
- 에스케이프 프롬 뉴욕 (1981년)
- 퍼스트 뉴디 뮤지컬 (1976년)